# Cruquiusweg 83D
Cruquiusweg 83D is een gebouw aan de Cruquiusweg in het Oostelijk Havengebied in Amsterdam-Oost. Het staat bekend onder de naam "Insulindegebouwtje".

## Geschiedenis
Het gebouw maakte deel uit van een veel groter complex tussen de Cruquiusweg en de Entrepothaven. Voor de handel met Nederlands-Indië waren hier talloze bedrijven gevestigd met bijbehorende opslag, kantoor en fabriekjes. Het gebied lag gunstig als zijhaven van het IJ als ook bij de monding van het Amsterdam-Rijnkanaal naar het achterland. Voorts liep er een goederenspoorverbinding voor de deur. Toen Gemeente Amsterdam de havenactiviteiten naar het westen verplaatste werd het stil hier; in de 21e eeuw werden de bedrijventerreinen herontwikkeld tot woon- en werkgebied. De meeste gebouwen werden afgebroken om plaats te maken voor woningbouw, zie bijvoorbeeld de Brandslangstraat even ten oosten van dit gebouw.

## Cruquiusweg 83D
In de jaren tien en twintig van de 20e eeuw was het echter nog niet zover. Toen had de "NV Oliefabrieken Insulinde" geld om hier een kantoor en conciërgewoning neer te zetten naar ontwerp van de Haagse ingenieur M.A. Meijer. Het terrein werd volgebouwd met allerlei gebouwtjes maar ook opslagtanks ten behoeve van kokosolie, populair geworden door olieschaarste tijdens de Eerste Wereldoorlog. Het bedrijf had vanaf 1913 onder leiding van directeur Boudewijn Streefland meerdere fabrieken in Nederlands-Indië uit de grond gestampt met de belangrijkste in Bandoeng.  Diezelfde Streefland overleed in 1919 aan de Spaanse griep. In 1920 besloot de gemeente Amsterdam aan de Cruquiusweg een terrein van 2500 m² in huur te geven aan genoemde firma; het gold voor de periode 1919 (dus terugwerkend) tot 1959. Daarop liet het bedrijf een aantal gebouwtjes neerzetten waaronder dit kantoortje met een legendarisch tegeltableau. Lang heeft het bedrijf er niet van kunnen genieten want het kon zich niet (goed) aanpassen aan de nieuwe orde na die oorlog. Het zou in 1922 failliet gaan, al bleef het bedrijf nog tot 1926 doorpruttelen. Het terrein kwam onder beheer van de "Amsterdamse Maatschappij tot Exploitatie van Opslagterreinen" Amatex, dat het terrein nog wel voller bebouwde. Het gebouw kwam na jaren leeg te staan en verviel grotendeels.
Toen de nieuwe tijd aanbrak van herontwikkeling stond het gebouw danig in de weg. De projectontwikkelaar wilde het gebouwtje slopen maar zag wel het belang in van het tegeltableau; het zou in nieuwbouw herplaatst worden. De Erfgoedvereniging Heemschut vond dat het pand bewaard moest blijven. Men gaf toe dat het zich voor wat betreft architectuur nauwelijks onderscheidde van andere van dit segment, maar zag belang in de historische context binnen industrialisatie (Industrieel erfgoed). Stadsdeel Oost ging in die redenering mee en vaardigde een sloopverbod af. Men hoopte dat Stadsherstel nog iets met het gebouw kon. Dat bleek niet het geval; het was niet te renoveren en het gebouw verviel verder, desalniettemin stond het in de weg. Daarop werd in overleg met Heemschut besloten het gebouw in 2016 af te breken en twee jaar later weer op te bouwen, enkele meters van waar het ooit had gestaan; bij die herbouw werden de originele bouwtekeningen gebruikt.
In 2023 staat het gebouwtje met slechts 1,5 bouwlaag (één verdieping met zolder) tussen allerlei hoogbouw uit de 21e eeuw in een soort oase van groen tussen beton. In eerste instantie werd het in gebruik genomen door Bruut Bier, later opgevolgd door Krux Brouwwerf; er wordt dan tevens een petanquebaan uitgebaat..    